# Kvål (przystanek kolejowy)
Kvål – kolejowy przystanek osobowy w Kvål, w regionie Trøndelag w Norwegii, jest oddalony od Oslo Sentralstasjon o 525,32 km a od Trondheim o 27,55 km. Znajduje się na wysokości 50,3 m n.p.m.

## Ruch pasażerski
Należy do linii Dovrebanen, Jest elementem kolei aglomeracyjnej w Trondheim i obsługuje lokalny ruch do Røros, Trondheim S i Steinkjer. W ciągu dnia odchodzi z niej ok. 10 pociągów.

## Obsługa pasażerów
Wiata, parking na 15 samochodów. Odprawa podróżnych odbywa się w pociągu.